# 後光殺人事件
『後光殺人事件』（ごこうさつじんじけん）は、小栗虫太郎の短編探偵小説。雑誌『新青年』に1933年（昭和8年）10月に掲載された、名探偵・法水麟太郎シリーズのひとつにして、シリーズの最初の作品である。作者の他の作品と同じく、衒学趣味的な文体が特徴である。

## あらすじ
小石川清水谷の坂にある、大樹が鬱蒼と茂る普賢山劫楽寺。その中にある堂宇で住職である胎龍は死んでいた。技芸天女像に対面した座位姿勢のまま、しかも数珠を提げ合掌したままという奇妙な死体である。さらに、頭部の創傷は頭蓋縫合部に一致し、鏨状に開けられた傷口からは凝結した流血が盛り上がり、さながらサクランボをのせたアイスクリームさながらであった。現場の残された足跡は、被害者のもののみ。寺の関係者からの情報によると、数か月前から薬師堂の仏像に後光が差すという奇跡が起きていたという。
果たして、犯人は？ 殺害方法は？ その動機は？ そして後光の奇跡は本当に起きたのか？ この難事件に対し、法水の推理は如何に…。

## 登場人物
法水麟太郎
前捜査局長にして刑事弁護士。支倉に呼び寄せられ、本事件の調査に乗り出す。
支倉
検事。法水を呼び出す。
熊城卓吉
捜査局長
雫石喬村
劫楽寺の垣根隣の屋敷に住む、法水の友人。
胎龍
本事件の被害者。本名は鴻巣胎龍。普賢山劫楽寺の住職であったが、堂宇にて奇怪な変死を遂げる。数か月前に堂内にて起こった、天人像に後光がかかるという奇跡を見て以来、毎夜のように薬師堂で勤行するなど、様子がおかしくなっていたという。
柳江
胎龍の妻。
厨川朔郎
寺の同居人。24、5歳の洋画学生。凶器とみられる鏨が室で発見されたため、容疑者とされる。数か月前の後光の奇跡を見たという。
空闢
50歳ほどの僧侶。法水らに、本事件には俗人には見えぬ神秘があるのだと言う。
慈昶
僧侶。朔郎と一緒に、数か月前の後光の奇跡を見たという。
浪貝久八
寺男。永年の神経痛が薬師如来の信仰で治ったと信じ、それ以来異常な狂信を抱く様になり、事件の数か月前まで郊外の癲狂院で暮していた。